# Varanus hooijeri
Varanus hooijeri — це вимерлий вид варана середнього розміру, знайденого в Лян Буа на Флоресі та, можливо, також на Сумбі, що відноситься до пізнього плейстоцену та голоцену.

## Відкриття
Його описав у 1958 році Лео Даніел Бронгерсма на острові Флорес в Індонезії. У 2021 році дві кістки верхньої щелепи з чотирьох зубів у Liang Lawuala на Сумбі були віднесені до V. cf. hooijeri, припускаючи, що він також населяв Сумбу.

## Опис
Varanus hooijeri — варан середнього розміру, довжиною близько 1,5 метра, розміром приблизно з живого нільського варана. Зуби тупі та широкі, на відміну від гострих, вигнутих зубів, які зазвичай можна побачити в інших варанів. Це було оцінено як адаптоване до раціону фруктоїдності, доповненої дрібними ссавцями та комахами.

## Палеоекологія
Varanus hooijeri жив з іншим, значно більшим вараном, живим комодським вараном. Завдяки харчуванню фруктами ніша була розділена між більшою твариною, хоча вона могла бути здобиччю для останньої. Varanus hooijeri також жив разом із карликовим хоботним Stegodon florensis, великим лелекою Leptoptilos robustus, гігантським флореським пацюком розміром із кота Papagomys armandvillei та карликовим гомінідом Homo floresiensis.

## Вимирання
Наймолодші залишки виду датуються голоценом.